# Franz Streng
Franz Streng (* 1. Februar 1947 in Scheinfeld) ist ein deutscher Rechtswissenschaftler und Hochschullehrer mit den Schwerpunkten Strafrecht, Jugendstrafrecht und Kriminologie an der Universität Erlangen-Nürnberg.

## Leben und Wirken
Franz Streng wurde in Scheinfeld/Mittelfranken geboren. Nach einem Studium der Rechtswissenschaften von 1967 bis 1969 an der Universität Würzburg, 1969 an der Freien Universität Berlin und 1969 bis 1971 an der Universität Heidelberg absolvierte er das Erste und Zweite Juristische Staatsexamen in Baden-Württemberg.
Streng promovierte 1974 an der Universität Heidelberg bei Heinz Leferenz (Thema: Die psychoanalytischen Theorien zur Sexualkriminalität), die Habilitation erfolgte 1983 ebendort (Hans-Jürgen Kerner).
Ab 1975 war er Wissenschaftlicher Assistent am Institut für Kriminologie und ab 1985 Professor für Kriminologie und Jugendstrafrecht an der Ruprecht-Karls-Universität Heidelberg.
1987 nahm er einen Ruf an die Universität Konstanz an. Franz Streng ist seit 1991 Ordinarius für Strafrecht und Kriminologie an der Friedrich-Alexander-Universität Erlangen-Nürnberg.
Wissenschaftliche Schwerpunkte
- Allgemeiner Teil des Strafrechts: Sanktionen- und Strafzumessungsrecht, Schuldlehre (einschl. forensische Begutachtung), Irrtumslehre, Rechtfertigungsgründe, Versuch und Rücktritt vom Versuch
- Besonderer Teil des Strafrechts: Eigentumsdelikte, Ehrdelikte, Volksverhetzung und Vollrauschstrafbarkeit
- Jugendstrafrecht: Sanktionenrecht (insbes. Jugendstrafe), Strafmündigkeit und Erziehungsgedanke
- Kriminologie: Empirische Sanktionsforschung, Kriminalitätswahrnehmung durch die Bevölkerung, Viktimologie, Gewaltkriminalität und Kriminologiegeschichte

## Auszeichnungen
- 2010: Verleihung der Ehrendoktorwürde durch die Nationale und Kapodistrias Universität Athen

## Ehrenamtliches Engagement
Streng ist seit 1989 Vertrauensdozent der Friedrich-Ebert-Stiftung und seit 1994 Mitglied des Auswahlausschusses der Studienförderung. Er engagiert sich seit 1991 als Mitglied des Geschäftsführenden Ausschusses der Deutschen Vereinigung für Jugendgerichte und Jugendgerichtshilfen sowie als erster Vorsitzender der DVJJ-Regionalgruppe Nordbayern.
Seit 2010 ist Franz Streng Mitglied des Fachbeirats des Kriminologischen Dienstes des bayerischen Strafvollzugs.

## Schriften (Auswahl): Monographien
- Strafmentalität und juristische Ausbildung – Eine Untersuchung der Einstellungen junger Juristen zu Kriminalität und Strafe Kriminalistik Verlag: Heidelberg 1979
- Strafzumessung und relative Gerechtigkeit – Eine Untersuchung zu rechtlichen, psychologischen und soziologischen Aspekten ungleicher Strafzumessung, Heidelberg 1984
- Strafrechtliche Sanktionen – Grundlagen und Anwendung, Kohlhammer Verlag: Stuttgart-Berlin-Köln 1991
- Das „broken windows“-Paradigma – Kriminologische Anmerkungen zu einem neuen Präventionsansatz (Erlanger Universitätsreden Nr. 57/1999), Erlangen 1999
- Strafrechtliche Sanktionen – Die Strafzumessung und ihre Grundlagen, Kohlhammer Verlag: Stuttgart-Berlin-Köln, 2. Aufl. 2002
- Konflikt der Rechtskulturen? – Die USA und Deutschland im Vergleich / American and German Legal Cultures – Contrast, Conflict, Convergence? (mit Knud Krakau) Universitätsverlag Winter: Heidelberg 2003
- Jugendstrafrecht, C.F. Müller: Heidelberg, 2003; 2. Aufl. 2008[1]
- Criminal Justice in the United States and Germany / Strafrecht in den Vereinigten Staaten und Deutschland (mit Manfred Berg u. Stefan J. Kapsch) Universitätsverlag Winter: Heidelberg 2006

Darüber hinaus veröffentlichte Franz Streng einige Kommentierungen, Entscheidungsanmerkungen, Rezensionen und Tagungsberichte sowie über 100 Aufsätze.